# مصطفى بن عامر
مصطفى بن عامر أو مصطفى عبد الله محمد بن عامر (1908 - 10 يناير 1990)، سياسي وصحفي وناشط مجتمعي ليبي، تولى رئاسة جمعية عمر المختار منذ تأسيسها سنة 1943 وحتى حلها سنة 1951، وأسس جريدة «الوطن» بين عامي 1943 و1951، ومجلة «ليبيا» بين عامي 1951 و1953، كما أسس المطبعة الأهلية بمدينة بنغازي سنة 1946 وهي أول مطبعة خاصة في ليبيا. انتخب عضوًا في برلمان برقة سنة 1950، ودخل برلمان ليبيا الاتحادية بالتزكية سنة 1954 ليحل محل خليل الخلال (بعد تعيينه وزيرًا للدفاع في حكومة محمد الساقزلي)، وشغل منصب وزير التربية والإرشاد لفترة قصيرة بعد انقلاب القذافي. وهو أيضًا من مؤسسي نادي الأهلي (بنغازي).

## المسيرة المهنية

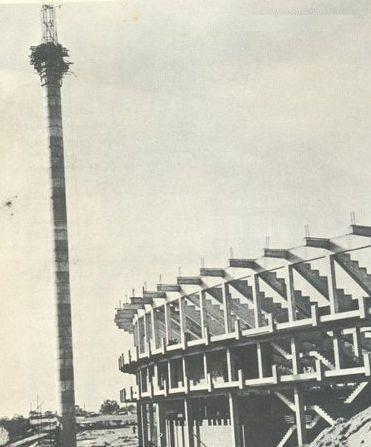
ملعب المدينة الرياضية في بنغازي سنة 1967

ولد مصطفى بن عامر سنة 1908 بمدينة بنغازي، وبها تلقى تعليمه الأول، وكان والده عبد الله بن عامر كاتب سر للسيد أحمد الشريف السنوسي، وجده محمد بن عامر مفتي مدينة بنغازي. ذهب إلى مصر سنة 1920، للدراسة في الأزهر الشريف، ضمن أول بعثة تعليمية ليبية ترسل إلى الخارج (مع عبد الجواد فريطيس وصالح مسعود بويصير وخليل الكوافي) خلال فترة الاحتلال الإيطالي لليبيا. رجع إلى بنغازي سنة 1927، ثم عاد للدراسة في الأزهر سنة 1933 ليتحصل على الشهادة العالمية، ودرس بعد ذلك في كلية الآداب بجامعة فؤاد الأول (جامعة القاهرة) عندما كان يرأسها طه حسين، إلى جانب سهير القلماوي وبنت الشاطئ، وحصل على ليسانس في الأدب العربي سنة 1941.

## جمعية عمر المختار
تأسست جمعية عمر المختار سنة 1941 بمبادرة من أسعد بن عمران وبعض الشباب المنضوين لتحرير البلاد في الجيش السنوسي، وقبيل وفاته عهد بن عمران باستمرار العمل إلى مصطفى بن عامر وثلة أخرى من الشباب الدارسين أو المقيمين في القاهرة، وسلم أوراقه ووثائقه المتصلة بذلك إلى بن عامر. وبعد عودته إلى ليبيا سنة 1943 أسندت إليه مهمة الإشراف على القسم الثقافي بجمعية عمر المختار،  وأسس صحيفتيْ «برقة الرياضية» و«الوطن» ومجلة «عمر المختار»، وفي العام نفسه أنتخب رئيسًا للجمعية، وأعيد انتخابه في سنة 1948.
فاز بن عامر مع بعض قادة الجمعية وأعضائها والمتعاطفين معها، مثل إبراهيم الأسطى عمر وعبد الرازق شقلوف وعلي أزواوه وعبد السلام البسيكري، بمقاعد في برلمان برقة إثر الانتخابات التي جرت في يونيو 1950، فيما خسر مرشح الجمعية الشاعر أحمد رفيق المهدوي. والتقت الجمعية في فكرة الوحدة مع حزب المؤتمر الوطني في طرابلس. لكن تصادمها مع السلطتين البريطانية والمحلية، إنتهى بغلق الجمعية ومصادرة محتوياتها وإيقاف جريدة «الوطن» الصادرة عنها، وكذلك النشاط الرياضي والكشفي، في يوليو 1951، وصدر حكم بالسجن ثلاث سنوات على بن عامر وظل في محبسه على شاطئ بحر أخريبيش عشية إعلان استقلال ليبيا في 24 ديسمبر 1951. استمر بن عامر في إدارة المطبعة الأهلية بعد خروجه من السجن، وتحمل مسؤولية طباعة كتابة للملازم معمر القذافي في بداية عقد الستينات، لكن مطبعته أحرقت سنة 1975 بعد تولي الأخير السلطة.

## كتب صدرت عنه
- مصطفى عبد الله بن عامر: وطن ووطنية، أمينة حسين بن عامر، مجموعة الوسط للإعلام، بنغازي، 2021
- مصطفى بن عامر: زعيم من معدن الزعامة الفذة، مصطفى فنوش، المكتبة العصرية للطبع والنشر والتوزيع، الإسكندرية، 2022[15]